# Зимбабвийский жестовый язык
Зимбабвийский жестовый язык (Zimbabwean sign languages, Zimbabwe Sign Language, Zimsign) — жестовый язык, который распространён среди глухих в Зимбабве. Несколько зимбабвийских жестовых языков развивались независимо среди глухих студентов в различных зимбабвийских школах для глухих, открывшихся в 1940-х годах. Общее количество языков неизвестно, так как было сделано мало исследований; жестовый язык в школах Масвинго, как известно, отличается от языков из других школ, но, очевидно, у каждой школы есть отдельный язык жестов, который отличается от языка или языков, используемых за пределами школ. Неясно, до какой степени используется амслен. В Конституции 2013 года зимбабвийский жестовый язык стал одним из официальных, но нет никакого признака того, что это значит.